# Paul Tremmel

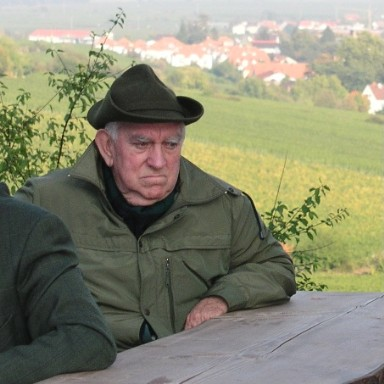
Paul Tremmel

Paul Tremmel (* 30. September 1929 in Theisbergstegen) ist ein Pfälzer Mundartdichter. Bis 2016 wohnte er in der rheinland-pfälzischen Weinbaugemeinde Forst an der Weinstraße, dann zog er um in die benachbarte Stadt Deidesheim.

## Leben
Tremmel wurde in Theisbergstegen in der Westpfalz geboren, wo sein Vater Alois – wie zuvor schon dessen Vater Peter – als Betriebsleiter im dortigen Steinbruch arbeitete. Die Familie Tremmel kam 1932 nach Forst, weil Vater Alois die Aufsicht über den Basaltbruch im Margarethental übernahm. An seinem 15. Geburtstag wurde Tremmel zu Schanzarbeiten bei Saarbrücken eingezogen und kam dann bei der Ardennenoffensive zum Einsatz. Nach einem Heimaturlaub im Frühjahr 1945 ging er nicht mehr wie befohlen zurück an die Front, sondern versteckte sich im Basaltbruch bei Forst bis zum Einmarsch der Amerikaner.
Nach dem Krieg begann Tremmel eine Schlosserlehre und arbeitete dann zeitweise im Steinbruch bei seinem Geburtsort Theisbergstegen sowie bei einer Firma, die Förderbänder herstellte. Schließlich ließ er sich wieder in Forst an der Weinstraße nieder, wo er eine Tankstelle eröffnete, aus der sich später ein Autohaus entwickelte.
Seine Laufbahn als Pfälzer Mundartdichter begann 1972, als er bei einer Geburtstagsfeier gebeten wurde, ein Gedicht zu schreiben; dieses fand guten Anklang, so dass die Tageszeitung Die Rheinpfalz schrieb: „Hurra, wir haben wieder einen Bellemer Heiner“. Bereits 1972 und 1973 war er beim Pfälzischen Mundartdichterwettstreit in Bockenheim unter den Preisträgern.
Seit 1983 wirkt er regelmäßig in Sendungen von Hörfunk und Fernsehen mit. Die Volkstümlichkeit seiner Themen, die er meist in Gedichtform darbietet (z. B. fünf Jahre lang in der Zeitung Sonntag Aktuell unter der Rubrik En Reim druff), verbindet sich bei ihm mit Schlagfertigkeit und Mutterwitz. Er hat – meist im Selbstverlag – mehr als drei Dutzend Bücher herausgegeben, die fast ausschließlich die Pfälzer Mundart zum Thema haben. Von 1996 bis Dezember 2015 war bei SWR4–Kurpfalzradio jeden Freitag Tremmels Wochenkolumne zu hören. Im Jahr 2005 war er Turmschreiber der Gemeinde Limburgerhof.
Seine Popularität bescherte Tremmel nicht nur Preise und Auszeichnungen, sondern auch eine Befragung als Sachverständiger, als ein Gericht in Frankenthal die Frage zu klären hatte, ob die Titulierung „Dabbschädel“ in der Pfalz als Beleidigung zu werten sei.

## Werke (Auswahl)
- Dumm gebore! Nix dezu gelernt? Selbstverlag, Forst 2009, ISBN 978-3-9809914-4-5
- Dumm geloffe. ISBN 978-3-9809914-3-8
- Die Dabbschädel der Weltgeschichte. Verlag Waldkirch, Mannheim 2008
- Sellawie. 2000
- Tausend Worte Pälzisch. Verlag Meininger, Neustadt an der Weinstraße 1996, ISBN 3-87524-113-4
- heiter – weiter. Weitere heitere Gedichte. Selbstverlag, Forst 1996
- Neuer Bubbes, frisch gekeltert. Gedichte. Selbstverlag, Forst 1992
- Uff pälzisch Pälzisch lerne. Kleines Lehrbuch für alle, die Pfälzer sind oder es werden wollen. Selbstverlag, Forst 1992
- Die Weihnachtsg’schicht uff pälzisch. Wie se noch em Evangelischt Lukas vor fascht 2000 Johr tatsächlich bassiert is. 8. Auflage, Selbstverlag, Forst 1992, ISBN 3-9806259-2-3
- Feierowend. 1985
- Blick freudig in den Tag hinein. 1984
- Üwwers Johr un zwische de Johre. Besinnlich heitere Gedichte. 1983
- Pfälzer Verz in Reime. 1981
- Bubbes. Gedichte in Pfälzer Mundart. 1976
- Üwwer die Leit
- Unter grünem Loden
- Dem Wein zu Ehren. Wein und Trinksprüche
- Ach Gott wann unser Oma nochemol käm
- Mei Sanduhr
- De Rentnerschtreß, ISBN 3-9806259-7-4
- Meim Seiner
- Schnookes. 1977

## Auszeichnungen
Tremmel gewann mehrere Preise beim Pfälzischen Mundartdichterwettstreit. Im Jahre 2000 wurde er durch den Förderkreis Mundarttage Bockenheim für das Buch Sellawie (pfälzisch, von französisch C'est la vie) mit dem Dr.-Wilhelm-Dautermann-Preis für die beste mundartliche Neuerscheinung geehrt, 2009 wurde ihm der Preis der Emichsburg für besondere Verdienste um Mundart, Dialektliteratur und regionale Kultur verliehen.